# Dirk Fischer
Pour les articles homonymes, voir Fischer.

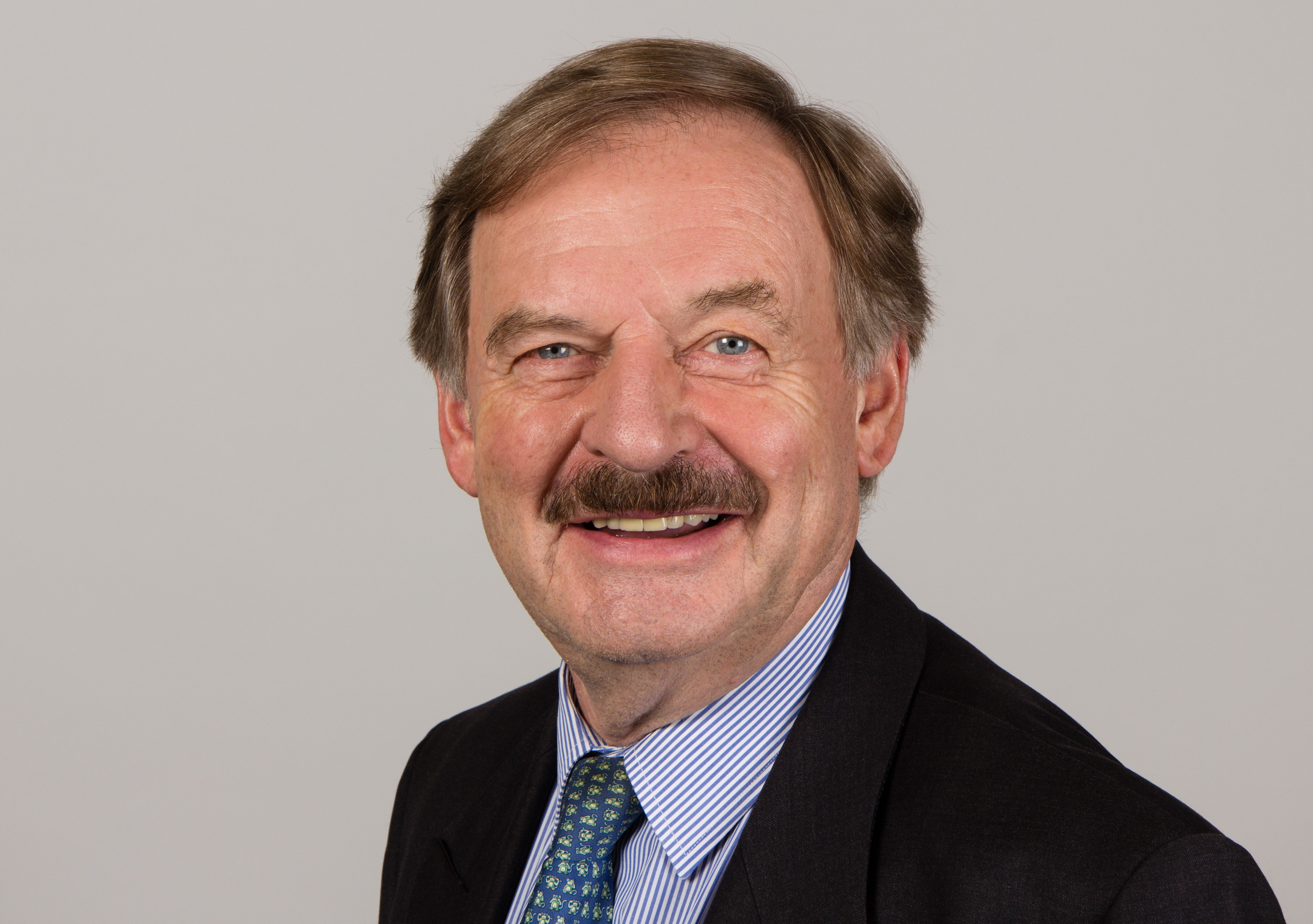
Dirk Fischer (2014)

Dirk Erik Fischer (né le 29 novembre 1943 à Bevensen) est un homme politique allemand (CDU).
De 1989 à 2014, il est porte-parole de la politique des transports pour le groupe parlementaire CDU/CSU. De novembre 2007 à fin octobre 2021, il est président de la Fédération de football de Hambourg (HFV). Il est également membre du conseil d'administration de la Fédération allemande de football (DFB).

## Biographie
Après avoir obtenu son diplôme d'études secondaires en 1964 au lycée de la mer Baltique de Timmendorfer Strand (de), Fischer fait son service militaire et complète également sa formation d' officier de réserve (dernier grade : Oberleutnant). À partir de 1966, il étudie le droit à l'Université de Hambourg, qu'il termine en 1975 avec le premier examen d'État. Après avoir terminé son stage d'avocat, il réussit également le deuxième examen d'État en 1978 et est employé jusqu'en novembre 1986 en tant que syndic et auditeur dans les sociétés hambourgeoises Möller + Förster (aujourd'hui Möller + Förster Hagebau (de)) et Tonwerk Hummelsbüttel F. Möller (Grundstücksverwaltung).
Il est admis au barreau depuis 1982.

## Parti politique
Fischer rejoint la Junge Union et la CDU en 1967. Il est le plus proche compagnon d'armes de Jürgen Echternach au sein de son cercle, le Magdalenenkreis à l'époque. Fischer suit les fonctions d'Echternach au sein du parti,. De 1970 à 1977, il est président de la Junge Union à Hambourg et est membre de l'exécutif de la CDU de Hambourg depuis 1972. De 1974 à 1996, Fischer est également président de l'association CDU de l'arrondissement de Hambourg-Nord. À partir de 1976, Fischer est premier vice-président et de 1992 à 2007 président de l'association CDU à Hambourg. Il est également membre du comité exécutif fédéral de la CDU. En décembre 2017, il est élu président honoraire de la CDU de Hambourg.

## Député
En 1970, Fischer obtient pour la première fois un siège au Parlement de Hambourg à l'issue des élections à Hambourg en 1970, qu'il occupera pendant trois législatures jusqu'à la démission de son mandat le 5 février 1981.
De 1980 à 2017, il est député du Bundestag. De 1989 à 2014, il est président du groupe parlementaire sur la circulation (1998 à 2005 : circulation, construction et logement et depuis 2005 circulation, construction et aménagement urbain, construction Est) et ainsi porte-parole de la politique de circulation pour le groupe parlementaire CDU/CSU. Au cours de la 18e législature, il est membre titulaire de la commission des transports et de l'infrastructure numérique et membre suppléant de la commission des sports . De 1994 à 2014, il est également président du groupe parlementaire de Hambourg au sein de la CDU/CSU.
Dirk Fischer est élu au suffrage direct dans la circonscription de Hambourg-Nord en 1987, 1990, 1994, 2009 et 2013 et est sinon élu au Bundestag via la liste d'État de Hambourg. Son successeur est Christoph Ploß (de) en 2017. 
Il est vice-capitaine du FC Bundestag (de), pour lequel il dispute 528 matchs.

## Fonctionnaire de football
En novembre 2007, il devient président de la Fédération de football de Hambourg (HFV) et membre du conseil d'administration de la Fédération allemande de football (DFB). Fin août 2021, Fischer annonce sa démission en tant que président du HFV afin de permettre un rajeunissement au sommet de l'association. Fischer est nommé président d'honneur du HFV fin octobre 2021. 

## Honneurs
- 1990 : Croix du mérite de la République fédérale d'Allemagne
- Septembre 1994 : Croix fédérale du Mérite 1re classe

## Adhésions
- Fondation Chancelier-fédéral-Helmut-Schmidt (de), membre du conseil de fondation